# Bestätigungsfehler
Ein Bestätigungsfehler (auch Bestätigungsfehlschluss oder Bestätigungsverzerrung, engl. confirmation bias) ist ein Begriff der Kognitionspsychologie, der die Neigung bezeichnet, Informationen so zu ermitteln, auszuwählen und zu interpretieren, dass diese die eigenen Erwartungen erfüllen (bestätigen). Die erste Theorie zu dieser kognitiven Verzerrung stammt von Peter Wason (1960, 1968). Der Bestätigungsfehler betrifft viele Prozesse der Informationsverarbeitung und wird mittlerweile als Grundlage für verschiedene Verzerrungen und Urteilsfehler angesehen.

## Definition und Merkmale
Bis in die 1960er Jahre war die Frage nach der Auswahl und Bewertung von Daten zur Überprüfung von Hypothesen eine Frage der Wissenschaftstheorie. Wason, beeinflusst von Karl Popper und seiner Lehre des Falsifikationismus, vertrat die Auffassung, dass die Menschen dazu neigen, bestehende Hypothesen zu bestätigen. Diese Strategie nannte er confirmation bias („Bestätigungsneigung“) und stellte ihr eine „richtige“ Teststrategie, die disconfirming evidence („widerlegende Hinweise“), gegenüber. Allgemein liegt ein Bestätigungsfehler vor, wenn Hypothesen unabhängig von ihrem Wahrheitsgehalt durch die Auswahl, das Erinnern und das Interpretieren von Informationen eher bestätigt werden.
Wason entwickelte mehrere denkpsychologische Experimente. Obwohl in den folgenden Jahren viele weitere Experimente die einfache Annahme der Existenz eines systematischen Bestätigungsfehlers stark in Zweifel gezogen haben, ist die Annahme, dass Menschen danach streben, ihre eigenen Hypothesen zu bestätigen, nicht nur unter Laien weit verbreitet. Die Bestätigung von Hypothesen erstreckt sich auf die kognitiven Funktionen Erinnern, Wahrnehmen, Interpretieren und Anwenden von Suchstrategien. Die kognitionspsychologische Forschung konzentriert sich auf die Auswahl der Information.
Hauptsächlich können Bestätigungsfehler ermittelt werden, wenn die zu prüfende Theorie schon fest etabliert ist oder wenn die zu bestätigende Erwartung mit einem positiven Gefühl belegt oder auf eine andere Art erstrebenswert ist. Andererseits wird eine Erwartungsbestätigung im Alltag auch oft angestrebt, wenn die Erwartung selbst nicht angestrebt wird. Trope und Liberman (1996) stellen deshalb die Kosten von fehlerhaften Entscheidungen bei ihren Experimenten in den Vordergrund. Allgemein wollen die Menschen demnach die hohen Kosten von Fehlentscheidungen vermeiden. Dabei spielt es keine Rolle, ob eine Hypothese durch Informationen bestätigt oder widerlegt werden soll.
Bestätigende Informationen werden unter anderem bevorzugt, wenn
- passende Informationen besser in Erinnerung bleiben,
- passende Informationen höher gewertet werden als gegensätzliche,
- Informationsquellen für unpassende Informationen gemieden werden.[5]

## Positive Teststrategie
Joshua Klayman und Young-Won Ha (1987) haben die allgemeine Definition eines Bestätigungsfehlers von der sogenannten positiven Teststrategie (PTS) unterschieden. Sie ist eine allgemeine Strategie zum Testen von Hypothesen. Dabei werden nur Werte oder Ereignisse überprüft, die schon in der Vergangenheit aufgetreten sind oder die erwartet werden. Einige Autoren reduzieren die Beschreibung einer positiven Teststrategie auf die Aussage: „Menschen haben die Tendenz, nur nach Hinweisen zu suchen, die ihre Meinung bestätigen.“ Es hat sich in Forschungen aber gezeigt, dass diese einfache Aussage nicht haltbar ist und eine PTS nur in Ausnahmefällen zu einem Bestätigungsfehler führt.
So ist eine positive Teststrategie eine heuristische Methode, um die Menge aller möglichen Untersuchungsparameter auf eine plausible und praktikabel überprüfbare Auswahl zu begrenzen. Deshalb kann sie sehr effektiv und ihre Anwendung rational sein. Zudem ermöglicht die PTS auch die Falsifikation der geprüften Hypothese. Deshalb führt ihre Anwendung auch nicht zu einem systematischen Bestätigungsfehler. Dieser stellt sich nur ein, wenn die nach der PTS gewählten Daten eine Teilmenge der „korrekten“ Daten, die zur „korrekten“ Hypothese gehören, sind. In diesem Fall wird durch PTS immer wieder eine nicht korrekte Hypothese bestätigt. Es hat sich zudem gezeigt, dass Probanden eher dazu neigen, zustimmende Antworten zu geben. Die treffendere Aussage ist demnach: „Menschen neigen dazu, Prüfungsfragen so zu formulieren, dass ihre Annahmen bestätigt werden, falls die Antworten zustimmend sind.“

## Verzerrte Informationsbewertung
Bereits bestehende – z. B. politische – Überzeugungen beeinflussen auch die Bewertung von neuen Informationen. Dies zeigte sich beispielsweise in einer Studie von Sigelman und Sigelman (1984), in welcher Personen nach der Präsidentschaftsdebatte zwischen Reagan und Carter im Jahr 1980 befragt wurden, welcher Kandidat aus ihrer Sicht die Debatte gewonnen hatte. Obwohl alle Personen die identische Debatte gesehen hatten, sahen Carter-Anhänger ihren Kandidaten als Gewinner, während Reagan-Anhänger ihren Kandidaten als Gewinner der Debatte ansahen.
Der Bestätigungsfehler wurde ebenfalls bei der Bewertung von forensischen Beweisen in Gerichtsprozessen untersucht. Eine Studie von Despodova, Kukucka und Hiley (2020) analysiert, wie das Wissen von Anwälten und medizinischen Gutachtern über ein Geständnis des Angeklagten die Beweiskraft von forensischen Beweisen beeinflusst. In der Studie wird darauf hingewiesen, dass der Bestätigungsfehler häufig im forensischen Bereich gefunden wird. Weitere Untersuchungen seien notwendig, um diese Erkenntnisse zu erweitern. Die Ergebnisse zeigen, dass das Wissen eines medizinischen Gutachters über ein Geständnis des Angeklagten die Einschätzung der Beweiskraft eines Autopsieberichts nicht signifikant beeinflusste. In einer weiteren Untersuchung wurde festgestellt, dass Anwälte, denen eine alternative Todesursache präsentiert wurde, die Beweiskraft des Autopsieberichts signifikant niedriger einstufen. Zudem glauben diese Anwälte dann weniger stark an die Schuld des Angeklagten und sind zuversichtlicher, den Prozess zu gewinnen. Ein weiteres Ergebnis der Studie ist, dass im Gerichtsprozess mehr Fragen zur Voreingenommenheit an einen Gutachter gestellt werden, dem das Schuldgeständnis des Angeklagten bekannt ist. Direkte Angriffe auf die Glaubwürdigkeit des Gutachters sind jedoch selten, wenn das Geständnis des Angeklagten bekannt ist. Solche Angriffe erfolgen häufiger, wenn eine alternative Theorie zum Tod des Opfers vorliegt. Die Studie verdeutlicht, wie der Kontext und die präsentierten Informationen die Wahrnehmung und Bewertung forensischer Beweise beeinflussen können. Sie hebt die Notwendigkeit hervor, Voreingenommenheiten bei der Beurteilung solcher Beweise zu minimieren, um den Bestätigungsfehler zu vermeiden.

## Selektives Erinnern
Wer bereits eine feste Meinung zu einem Thema hat, erinnert sich nach einer Diskussion darüber sowohl an die Argumente für die eigene Position als auch an die Argumente für die gegnerische Position. Es gibt keine eindeutigen Hinweise, dass man sich an Informationen, die die eigenen Annahmen bestätigen, besser erinnert als an Informationen, die die eigenen Annahmen widerlegen.

## Contextual bias
Der Contextual bias ist eine Form des Bestätigungsfehlers und beschreibt, dass zusätzliche Kontextinformationen die Informationsverarbeitung beeinflussen, z. B. in der Studie von Rassin (2020) zeigte sich, dass zusätzliche Kontextinformationen juristische Urteile beeinflussen können, obwohl diese nicht zur Schuldfrage beitrugen. So wurden zwei Fallberichte erstellt, welche positive Kontextinformationen enthielten und negative Kontextinformationen. Die Mehrheit der Richter, welche den Fallbericht mit positiven Kontextinformationen erhielten, stimmten gegen eine Verurteilung des Verdächtigen, während der Fallbericht mit negativen Kontextinformationen zu überwiegend Verurteilungen des Verdächtigen führte.